# Спечений
Спечений (англ. The Gingerdead Man) — американський фільм жахів 2005 року.

## Сюжет
Безжального вбивцю Мілларда Фіндлмеєра засуджують до страти за вбивство сім'ї дівчини Сари Лі. На електричному стільці Міллард клянеться повернутися з могили. Мати вбивці прагне помститися за смерть сина і додає його прах в тісто тієї пекарні, де працює Сара. Коли робітник пекарні ранить себе при виготовленні печива і краплі крові потрапляють у тісто, Міллард повертається до життя у вигляді пряникового чоловічка. Він тікає з пекарні і починає одного за іншим вбивати друзів і знайомих Сари.

## У ролях
| Актор             | Роль              |
| ----------------- | ----------------- |
| Гері Б'юзі        | Міллард Фіндлмеєр |
| Робін Сідней      | Сара Лі           |
| Райан Лок         | Емос Кадбурі      |
| Ларрі Седар       | Джиммі Дін        |
| Алексія Алеман    | Лорна Дін         |
| Ньюелл Александер | Джеймс Лі         |
| Гарлан Бенд       | клієнт            |
| Жаклін Бенд       | клієнт            |
| Залман Бенд       | клієнт            |
| Е. Ді Біддлкам    | мати Мілларда     |
| Маргарет Блай     | Бетті Лі          |
| Джонатан Чейз     | Брік Філдс        |